# Paus Clemens XIII
Paus Clemens XIII, geboren als Carlo della Torre Rezzonico (Venetië, 7 maart 1693 – Rome, 2 februari 1769) was paus van 1758 tot 1769.
Hij was afkomstig uit een adellijke Venetiaanse familie. Hij genoot een jezuïeten-opleiding in Bologna en werd in 1737 kardinaal. Daarvoor had hij al verscheidene belangrijke posities vervuld in de Romeinse Curie. Hij was vanaf 1743 bisschop van Padua, waar hij een goede zielzorger bleek te zijn. In het conclaaf van 1758, na de dood van Benedictus XIV, werd hij op 6 juli 1758 tot paus gekozen nadat verschillende kandidaten door het vetorecht waren uitgesloten.
Hij bestreed de Verlichting in Frankrijk door veroordelingen van de Encyclopédie (1759) en in 1764 van het febronianisme in de Duitse landen  en van de grondlegger daarvan, Johann Nikolaus von Hontheim, die de bisschop van Trier was. In 1765 voerde hij het Hoogfeest van het Heilig Hart in.
Hij had veel te stellen met wereldlijke heersers in Frankrijk, Spanje, Portugal, het hertogdom Parma en het koninkrijk der Beide Siciliën, die in de jezuïeten een bedreiging van hun eigen macht zagen. 
Zijn laatste conflict had hij met de hertog van Parma. Hij verklaarde zich bereid om een en ander te bespreken via een consistorie, maar stierf op de avond ervoor, hetgeen leidde tot geruchten dat hij zou zijn vergiftigd met Aqua Tofana. Dit is echter nooit bewezen.
Zijn grafmonument in de Sint-Pieter is van Antonio Canova.

## Trivia
Giacomo Casanova werd zo door hem gewaardeerd, dat hij hem tot Ridder in de Orde van de Gulden Spoor verhief. Dezelfde eer viel een andere kunstschilder te beurt: Anton Raphael Mengs die zijn portret schilderde (zie afbeelding) en er twee versies van maakte.
Cursief: tegenpaus
- Biblioteca Nacional de España: XX1074858
- Bibliothèque nationale de France: cb12165495p (data)
- Catàleg d'autoritats de noms i títols de Catalunya: 981058515201306706
- Gemeinsame Normdatei: 123610311
- International Standard Name Identifier: 0000 0001 2100 0550
- Library of Congress Control Number: n85241826
- Nationale Bibliotheek van Tsjechië: mzk2003197502
- Nationale bibliotheek van Australië: 61541179
- Nationale Bibliotheek van Israël: 987007440712905171
- Nationale Bibliotheek van Polen: a0000003061163
- Nederlandse Thesaurus van Auteursnamen: 071999051
- Istituto Centrale per il Catalogo Unico: TO0V312595
- LIBRIS: 294241
- SNAC: w6tm7n00
- Système universitaire de documentation: 030187567
- Trove: 1711238
- Union List of Artist Names: 500252926
- Virtual International Authority File: 27106709